# Teleki János (1868–1937)
Széki gróf Teleki János (Bagni di Lucca, Olasz Királyság, 1868. december 27. – Budapest, 1937. október 2.) Szatmár vármegyei bizottsági tag, a Petőfi Társaság tagja, a Teleki-Társaság tagja, a Magyarországi Kárpát-egyesület tagja, járási mezőgazdasági bizottság tag, koltói nagybirtokos. A koltói Teleki kastély és uradalom utolsó tulajdonosa.

## Családja és származása
A széki gróf Teleki család római katolikus ágának a sarja. Apja széki gróf Teleki Sándor (1821–1892) 1848-49-es magyar katonatiszt, honvédezredes, olasz tábornok, főrendiházi tag és a Petőfi Társaság tagja, nagybirtokos, Petőfi Sándor "vad grófja". Anyja a francia nemesi származású Mathilde Litez de Tiverval (1836–1910) asszony volt. Apai nagyszülei széki gróf Teleki János (1792-1860), császári és királyi kamarás, földbirtokos, és zabolai gróf Mikes Erzsébet (1802-1882), csillagkeresztes hölgy voltak. Petőfi Sándor költő, és a felesége Szendrey Júlia mézesheteiket a koltói kastélyban töltötték idősebb Teleki Sándor gróf vendégeiként, akivel Petőfi szoros barátságot ápolt. A kiegyezés táján, idősebb Teleki Sándor gróf hazatérhetett, és az amnesztia folytán korábban elvesztett vagyonát is visszakapta. Hamarosan a feleségét, és három kiskorú fiúgyermekét elhozatta és Koltón telepedtek le; Teleki János gyerekkorától kezdve itt nevelkedett. Teleki János testvérei: ifjabb gróf Teleki Sándor (1861-1919), akinek a neje, kölcsei Kende Júlia "Szikra" (1864-1937), író, újságíró, költő, a Petőfi Társaság tagja, a Magyar Írónők körének az elnöke; gróf Teleki László (1863-1929), Kolozs vármegye főispánja. és gróf Teleki Blanka (1871-1920), akinek a férje, domahidai Domahidy Viktor (1867-1931), főszolgabíró, országgyűlési képviselő volt.

## Élete
Teleki János gróf igen tevékeny társasági életet élt a vármegyében; hazafias érzelműnek, és adakozónak ismerték. 1904. július 25.-én nagy tűz keletkezett a koltói faluban. A mentés munkájából Teleki János gróffal az élen mindenki kivette a részét, maga a főnemes pedig külső segítséget is kért: a koltói birtokos lovas embert küldött át Nagybányára, aki a város tűzoltóságát és közönségét az égő község segítségére hívta. A nagybányai tűzoltóság odasietett a gróf kérelmére, de a nagy szárazság, és a víz hiánya nagyon megnehezítették az oltást. Ezután a koltói tűzkárosultak számára gróf Teleki Jánosnak egy jelentős összeget sikerült összegyűjtenie az adakozó erdélyi főnemesektől. A második legnagyobb adófizető Szatmár vármegyében, gróf Teleki János, koltói birtokos 1677 koronát fizető virilista volt. Koltó községben 1913. október 18.-án 28 taggal állatbiztosító szövetkezet alakult; elnökké egyhangúlag gróf Teleki Jánost, a község földesurát választották meg.
Szoros kapcsolatot ápolt a Petőfi Társasággal, és igen gyakori kirándulásokat és fogadásokat szervezett a koltói kastélyban és birtokon gróf Teleki Sándor és felesége alsócsernatói Damokos Gabriella asszony. 1899. július 30.-án Petőfi Sándor költő 50 éves emlékünnepe zajlott Koltón; Teleki János gróf kedves meglepetésben részesítette a kirándulókat: "Az összes vendégeket villásreggelire hívta meg a grófi park árnyas fenyvesébe. Az óriási asztal környékét gyönyörű fayence edényekbe helyezett napraforgók és egyéb művirágok diszítettek. A szolgák válogatott ételeket s pompás frissítőket hordtak az ünneplőknek s a grófi pár feledhetlen vendégszeretettel vette körül a vendégseregei. A dalárda több ízben énekelt. A hangulat emelkedett volt. Majd ismét kirándult az egész társaság a történelmi nevezetességű somfához, hol b. Kováts Géza lefényképezte a jelenvoltakat.
A Petőfi Sándorhoz kapcsolódó tárgyak egy részét eladományozták, miután a román állam a koltói ingatlan eladására kényszerítette a gróf Teleki családot. A Teleki grófi család történeti nevezetességű koltói kastélyát, a hozzátartozó parkkal és földbirtokkal együtt, amik hatszáz éven át a Telekiek birtokában voltak, az utolsó tulajdonos Teleki János gróf, 1936. elején eladni kényszerült Tibil Joan dr. román országgyűlési képviselőnek, Nagybánya kir. ügyészének. A grófi család ekkor elhagyta a megszentelt emlékű ősi Koltót és Budapestre költözött, az ott élő gyermekei körébe. 1936. április 6.-án Teleki János gróf a sógornője, Teleki Sándorné grófné által értesítette a Petőfi Társaság elnökséget, hogy mivel koltói birtokot kénytelenek voltak eladni, ezért a koltói kastélyparkból kivágatja azt a somfát, amely alatt Petőfiék mézesheteik idején oly szívesen üldögéltek. A kivágott fa törzsét a Petőfi-Múzeumban helyezik el, míg a somfa ágaiból oltványokat készítenek, amelyek azután a Petőfi-Múzeum kertjében lesznek elültetve. Teleki János értesítette a társaságot arról is, hogy a koltói parkban levő malomkőből készült asztalt (amelyen Petőfi az egyik legszebb versét, a Szeptember végént írta) szintén a társaságnak adományozza. A koltói magyarság mozgalmat és gyűjtést indított, hogy az épületet megszerezze iskola számára, de Tibilék nem voltak hajlandók tárgyalni a dologról. A háborús mozgósítások idején román katonaságot szállásoltak el a községháza épületébe, és román tiszteket a kastélyba. A katonaság elszállásolása nyomot hagyott az épületeken.
A hatalmas veszteség után gróf széki Teleki János 1937. október 2.-án hunyt el Budapesten szívizom elfajulás következtében.

## Házassága és gyermekei
1892. december 3.-án Angyaloson feleségül vette az alsócsernátoni Damokos család sarját, alsócsernátoni Damokos Gabriella (*Angyalos, 1873. január 20.–†Budapest, 1938. augusztus 29.) kisasszonyt, akinek a szülei alsócsernátoni Damokos László (1838–1905) jogász, országgyűlési képviselő, királyi táblai-bíró, és domahidai Domahidy Irén (1851–1915) asszony voltak. Az apai nagyszülei alsócsernátoni Damokos Ferenc (1788–1871), földbirtokos, és kisborosnyói Tompa Terézia (1800–1867) voltak. Az anyai nagyszülei domahidai Domahidy Ferenc (1824–1902), Szatmár vármegye főispánja, a Lipót-rend lovagja, 1848-as honvédhuszár százados és kenesei Kenessey Jozefin (1834–1891) voltak. Teleki János gróf és alsócsernátoni Damokos Gabriella házasságából született:
- vitéz gróf Teleki János (*Koltó, Szatmár vármegye, 1893. november 2.–†Degersheim, Svájc, 1946. június 10.), országgyűlési képviselő. Neje: apatini Fernbach Márta (*Zombor, Bács-Bodrog vármegye, 1897. május 10.– †San Isidro, Buenos Aires tartomány, Argentína, 1979. december 3.)
- gróf Teleki Margit (*Koltó, 1902. június 3.–†Budapest, 1962. január 8.). Férje: báró losonczi Bánffy Dezső (*Kolozsvár, 1900. február 18. – †Svájc, Wallis kanton, Montana, 1939. január 18.) földbirtokos, az erdélyi magyar kisebbségi mozgalom egyik irányítója.
- gróf Teleki István (*Koltó, 1896. május 1.–†Melbourne, 1962. április 13.). Neje: apatini Fernbach Eleonóra (*Zombor, 1899. december 5.– †Subiaco, 1966. szeptember 13.).
- gróf Teleki Irén (*Koltó, 1898. október 24.–†Koltó, 1898. november 26.)
- gróf Teleki Gabriella Mária Ilona (*Koltó, 1904. szeptember 21.–†Caracas, 1982. március 29.). Férje: muthnai és nagycsepcsényi Vladár Ervin (*Bánfalva, 1897. május 24.-†Caracas, 1984. július 11.), genfi magyar főkonzul, a caracasi Magyar Ház elnöke, a Caracasi Magyar Történelmi Társaság elnöke.
- gróf Teleki Ferenc Sándor Tivadar (*Budapest, 1913. december 20.–†Csécs, 1944. november 22.); 1. felesége: Mándy Márta Felicitas (*Budapest, 1911. november 23.–†Budapest, 1985. szeptember).[17] 2. felesége: Jéger Katalin (*Budapest, 1916.)